# La Llentriscla
La Llentriscla (Pistacia lentiscus) és un arbre que es troba a Galliners (Vilademuls, el Pla de l'Estany), el qual és un llentiscle totalment arbori (cosa que és rara de veure en aquesta espècie a Catalunya).

## Dades descriptives
- Perímetre del tronc a 1,30 m: 1,62 m.
- Perímetre de la base del tronc: 2,23 m.
- Alçada: 7,9 m.
- Amplada de la capçada: 8,05 m.
- Altitud sobre el nivell del mar: 157 m.[1]

## Entorn
S'emplaça al replà que queda al costat del carrer principal, a la part alta del poblet de Galliners, al costat de Can Cerossa (un mas i voltants amb aspecte d'abandó sobtat). Queden restes d'un magatzem de maquinària agrícola i un antic corral, amb conreus d'horta. L'arbre creix envoltat de lledoners i a prop d'alzines, figures i pins blancs. Entre els arbusts hi veiem aladern, galzeran, espina de Crist, roldor, ginestó i magraner; quant a enfiladisses, heura, arítjol, rogeta, esbarzer, vidalba i carbassina, i, pel que fa a herbàcies, lletsó bord, dent de lleó, tabac, sarriassa, mercurial, morella de paret, falzia negra, polipodi, fonoll, blet i flor de nit. És territori de tudons, merles, pit-rojos i pinsans.

## Aspecte general
Presenta un gran nombre de forats i corcadures, sobretot al tronc principal, però estructuralment, en referència a la part aèria, l'aparença és acceptable, tot i que l'arbre no gaudeix d'una situació gaire bona: davant té el carrer general del poble i, ben a prop, certa diversitat d'arbres de gran port que li dificulten un creixement en harmonia. Mostra un estat de deixadesa que no li fa cap bé, encara que el seu gruix i la seua alçada el converteixen en un monument excepcional.

## Accés
Des de Banyoles, cal agafar la carretera GIV-5132 en direcció a Vilademuls, que ens durà al poblet de Galliners, al qual hem d'accedir pel carrer principal, el qual fa pujada. El seguim fins a arribar a les darreres cases i fins que, a mà esquerra, hi trobem l'arbre, ben bé a peu de carrer, al costat d'un magatzem amb tractors i altres menes de maquinària agrícola. GPS 31T 0489339 4666451.